# 国立府中インターチェンジ

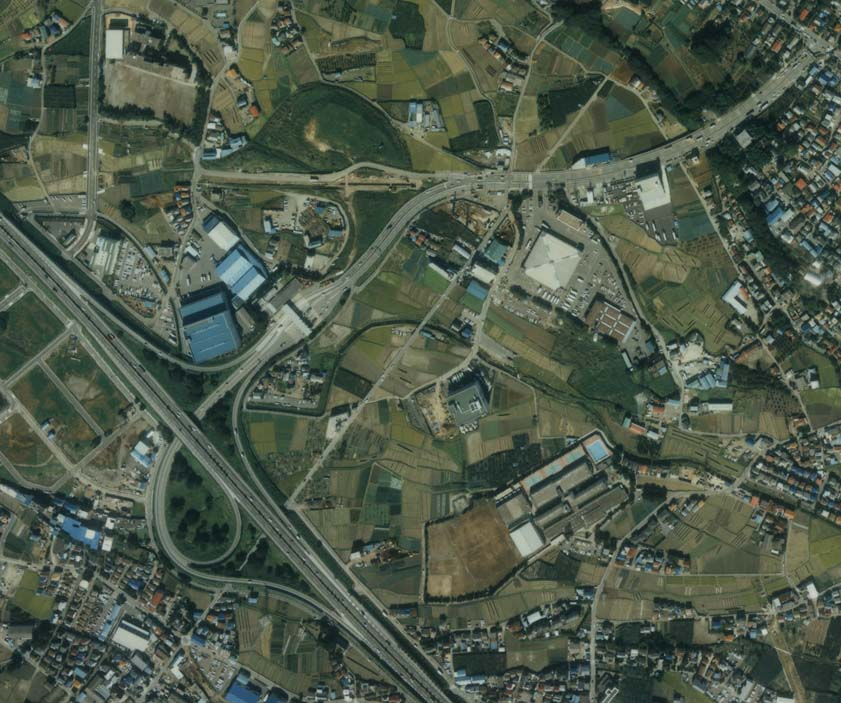
航空写真。
写真は日野バイパス日野方面開通前の撮影。現在は日野方面も開通しており、日野バイパスとの接続部がトランペット型に改修されている。

国立府中インターチェンジ（くにたちふちゅうインターチェンジ）は、東京都国立市（一部が府中市にまたがる）にある中央自動車道のインターチェンジ (IC)。
入路時徴収の均一料金区域内のICであることから、料金所は入口のみ設置されている。
なお、2012年 - 2016年のETC車の料金収受体制の変更等により、出口にはETC車の料金収受のためフリーフローアンテナが設置されている。

## 道路
- E20 中央自動車道（4番）

## 接続する路線
直接接続
- 国道20号
  - 日野バイパス

間接接続
- 東京都道20号府中相模原線バイパス

## 歴史
- 1967年（昭和42年）12月15日：調布IC - 八王子IC開通に伴い開設。
- 2024年（令和6年）3月22日：入口料金所がETC専用となる（料金所のない出口は非ETC車も利用可）[1]。

## 料金所

### 中央道均一区間入口
- ブース数：5
  - ETC専用：4
  - サポートレーン：1[要出典]

## 周辺

### アクセス地域
国立市、府中市西部のほか、国分寺市、小平市西部、立川市、東村山市南部、東大和市、多摩市、日野市東部、八王子市由木地区の最寄りICである。

### 施設
- 京王百草園
- 多摩動物公園
- 谷保天満宮
- 東京競馬場
- 国立市立国立第一小学校
- 国立市立国立第三中学校

### 駅
- 谷保駅
- 西府駅
- 国立駅

## 隣
E20 中央自動車道
(3) 調布IC - (3-1) 稲城IC（新宿方面出入口） - (3-2) 府中SIC（甲府・河口湖方面出入口） - (4) 国立府中IC - 石川PA - (5, 5-1, 5-2) 八王子IC/TB